# Оксид рубидия
Оксид рубидия — бинарное неорганическое соединение металла рубидия с кислородом, имеющее формулу Rb2O и относящееся к классу основных оксидов. Образует желтовато-белые кристаллы.

## Получение
- Медленным взаимодействием металлического рубидия с кислородом на холоде:

{\displaystyle {\mathsf {4Rb+O_{2}\ {\xrightarrow {\ }}\ 2Rb_{2}O}}}
- Разложением  гидроксида рубидия:

{\displaystyle {\mathsf {2RbOH\ \xrightarrow {400^{o}C} \ Rb_{2}O+H_{2}O\uparrow }}}
- Разложением пероксида рубидия:

{\displaystyle {\mathsf {2Rb_{2}O_{2}\ {\xrightarrow {1000^{o}C}}\ 2Rb_{2}O+O_{2}\uparrow }}}
- Разложением в вакууме карбоната рубидия:

{\displaystyle {\mathsf {Rb_{2}CO_{3}\ {\xrightarrow {900^{o}C}}\ Rb_{2}O+CO_{2}\uparrow }}}

## Физические свойства
Оксид рубидия представляет собой светло-жёлтые кристаллы кубической сингонии, пространственная группа F m3m, параметры ячейки a = 0,6756 нм, Z = 4, структура типа CaF2.
При нагревании выше 150°С кристаллы переходят в кубическую фазу и становятся жёлто-оранжевыми. Чувствительны к свету, на нём темнеют и разлагаются. В сухом чистом воздухе вещество устойчиво.

## Химические свойства
- При нагревании разлагается:

{\displaystyle {\mathsf {2Rb_{2}O\ {\xrightarrow {400^{o}C}}\ Rb_{2}O_{2}+2Rb}}}
Эта реакция идёт без нагревания под действием света.
- Взаимодействует с водой:

{\displaystyle {\mathsf {Rb_{2}O+H_{2}O\ {\xrightarrow {\ }}\ 2RbOH}}}
- Взаимодействует с кислотными оксидами с образованием средних и кислых солей. К примеру, уже при комнатной температуре поглощает из влажного воздуха углекислый газ:

{\displaystyle {\mathsf {Rb_{2}O+CO_{2}\ {\xrightarrow {\ }}\ Rb_{2}CO_{3}}}}
{\displaystyle {\mathsf {Rb_{2}O+2CO_{2}+H_{2}O\ \xrightarrow {\ } \ 2RbHCO_{3}}}}
- Взаимодействует с кислотами с образованием соли и воды:

{\displaystyle {\mathsf {Rb_{2}O+2HCl\ {\xrightarrow {\ }}\ 2RbCl+H_{2}O}}}
- Реагирует с жидким аммиаком[1]:

{\displaystyle {\mathsf {Rb_{2}O+NH_{3}\ {\xrightarrow {-50^{o}C}}\ RbNH_{2}\downarrow +RbOH}}}

## Применение
- Катализатор в органическом синтезе.